# North Queensland
Koordinaten: 20° 15′ S, 146° 0′ O
North Queensland (dt. Nord-Queensland), auch Northern Region genannt, ist der nördliche Teil des australischen Bundesstaates Queensland. North Queensland ist im Vergleich zum südlichen Queensland relativ abgelegen und dünn besiedelt. Das Klima ist subtropisch und heißer als im südlichen Queensland. Insbesondere gilt das für Tropical North Queensland, den tropischen nördlichsten Teil. Dadurch hat das Land einen eigenen regionalen Charakter und eine eigene Identität entwickelt.
Townsville ist das größte urbane Zentrum von North Queensland und gilt daher als inoffizielle Hauptstadt. Die Region hatte im Jahr 2010 eine Bevölkerung von 231.628 Menschen und erstreckte sich über 80.041,5 km².

## Geographie
Es gibt keine offizielle Grenzziehung, die North Queensland von dem Rest des Staates Queensland trennt. Inoffiziell wird gewöhnlich davon ausgegangen, dass seine südliche Grenze im Süden der Mackay Region liegt, allerdings lag sie historisch weit im Süden von Rockhampton. Weiter im Norden befindet sich die Region Far North Queensland, die sich um Cairns zentriert und im Westen bis zur Region Gulf Country reicht.

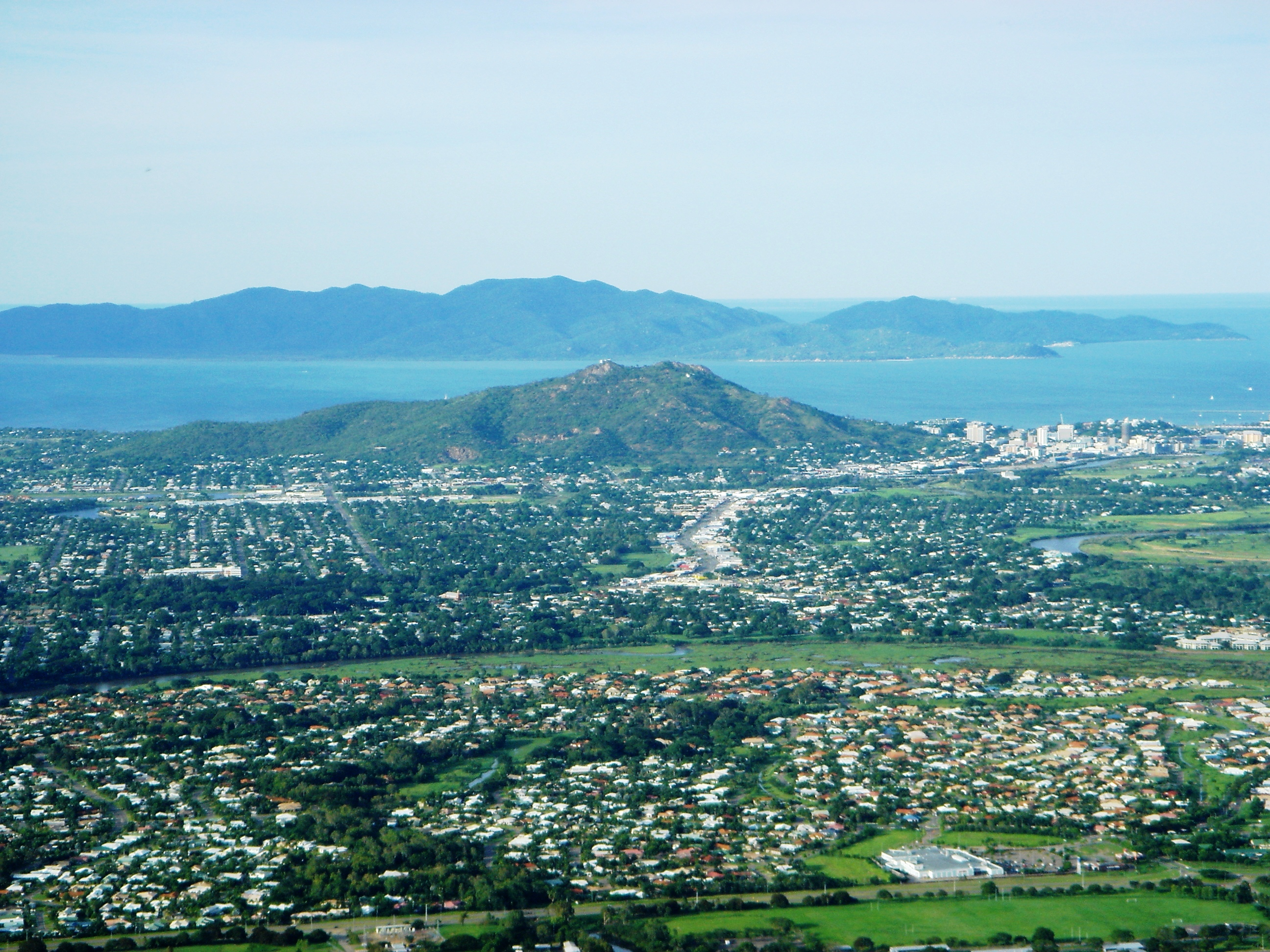
Vorstädte von Townsville um Castle Hill

Eine Küstenregion zentriert sich um Townsville, die größte Stadt der Region. Diese Stadt ist der Haupthafen, der dem Export der Waren der Bergwerke von Mount Isa und dem Export von Vieh der Küste und des Inlands dient. Die Region hat eine zahlreiche Exportterminals bei Lucinda im Norden der Region. Mackay ist Australiens Zucker-Hauptstadt, da es den meisten Zucker in Australien erzeugt, der im Hafen von Mackay verschifft wird. Mackay ist auch einer der größten Kohle-Verschiffungshäfen Australiens, der nahe an den bedeutendsten Kohlebergwerken von Queensland liegt. Dalrymple Bay, südlich von Mackay, ist ein weiterer Hafen, der Kohle und Zucker exportiert. In der Region North Queensland befindet sich die inländische Stadt Charters Towers und die Küstenstädte Ayr und Ingham.

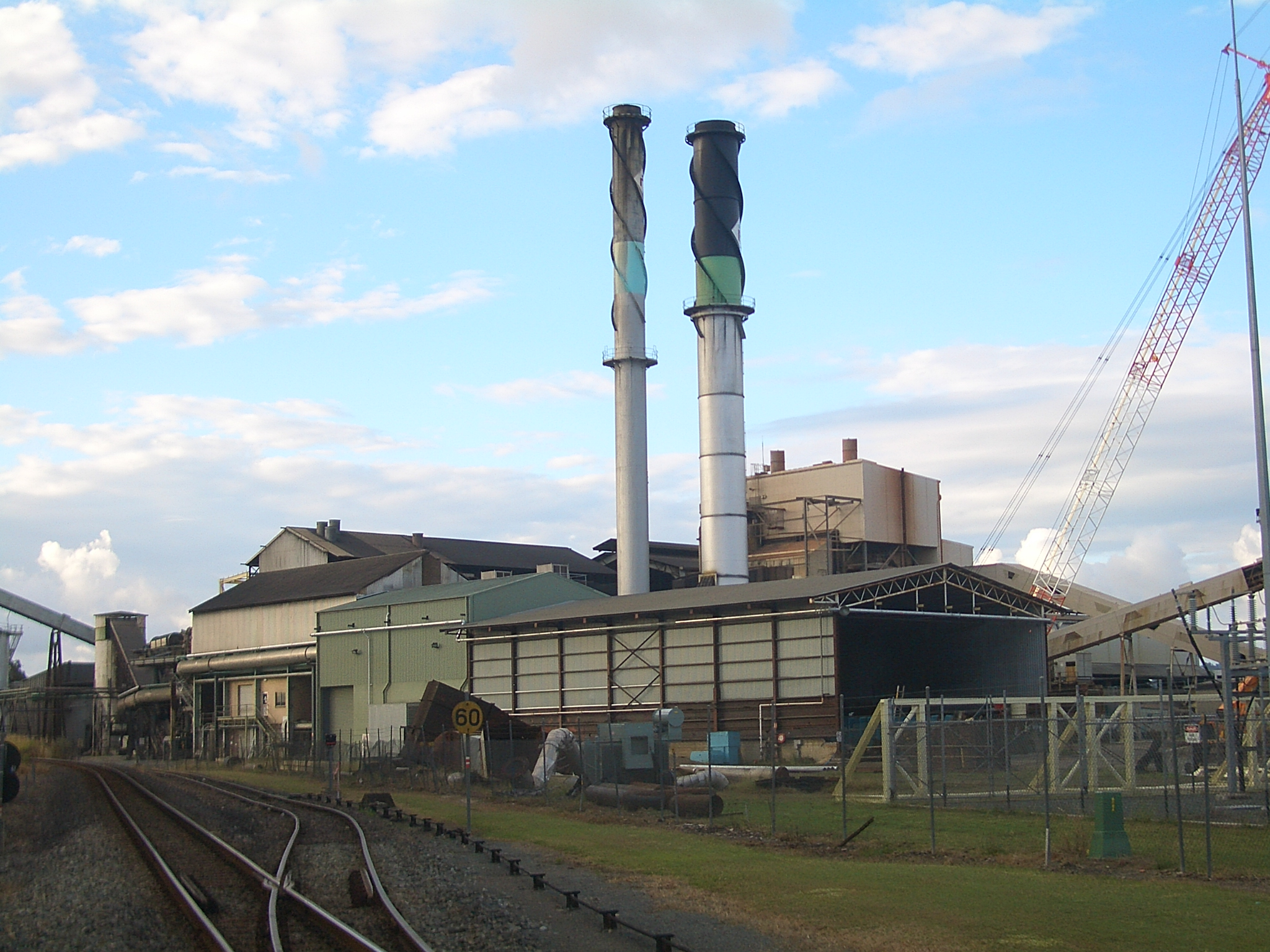
Es gibt zahlreiche Zuckerrohrmühlen in dieser Region, wie diese bei Prosperine

Weitere Gemeinschaften in North Queensland sind Home Hill, Sarina, Bowen, Airlie Beach und Proserpine.

## State of North Queensland
Über die Jahre hat es mehrere Versuche gegeben einen neuen Bundesstaat zu formieren. Viele Versuche betreffend der Grenzlegung wurden abgelehnt. Namen und welche Stadt die Hauptstadt wird, wurden diskutiert. Zur Diskussion stehen in erster Linie die Orte Mackay, Townsville und Cairns. Als Grenze zu South Queensland wurde der 22. Breitengrad vorgeschlagen.